# Gymnasium Konitz
Das Königliche Katholische Gymnasium war eine Schule in Konitz (Conitz, Chojnice) in Westpreußen und Polen von 1623/1815 bis 1939.

## Geschichte
1623 gründeten Jesuiten an ihrer Niederlassung in Conitz eine Schule, die 1630 zum Collegium erhoben wurde. Nach der Auflösung des Ordens 1773 wurde diese in eine städtische Bürgerschule umgewandelt.
Während der russischen Besetzung wurde diese 1812/13 aufgehoben.
1815 gründeten die preußischen Behörden ein neues Gymnasium. Mit der ersten Abiturprüfung 1827 erhielt es den Namen Königliches Katholisches Gymnasium. Die Unterrichtssprache war deutsch, seit 1848 gab es auch einen zweistündigen Pflichtunterricht in Polnisch.
1920 wurde das Gymnasium mit polnischer Unterrichtssprache im neuen polnischen Staat weitergeführt bis 1939. Nach der deutschen Besetzung wurde dort ein Hospital eingerichtet.
Seit 1947 gibt es wieder ein Gymnasium bzw. Lyzeum.
Jetzt befindet sich dort das Liceum Ogólnokształcące im. Filomatów Chojnickich in der ulica Nowe Miasto 4–6.

## Persönlichkeiten
Direktoren

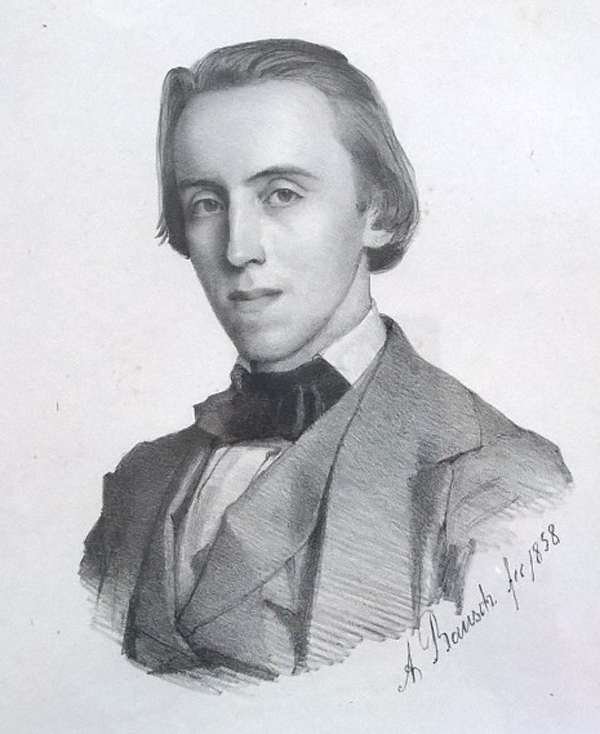
Hermann Deiters, gezeichnet von seinem Onkel August Bausch, 1858

- Anton Piehatzek, 1815–1819, kam aus Oppeln
- Joseph Zacharias Müller, 1819–1829, kam aus Schlesien
- Michael Karl Gahbler (Gabler), 1830–1838
- Franz Brüggemann, 1839–1859, kam aus Arnsberg im Sauerland[1]

- Anton Goebel, 1859–1866
- August Uppenkamp, um 1868–1873, kam vom Niederrhein
- Hermann Deiters, 1874–1877
- Robert Thomaszewski (Tomaszewski), um 1878–1900
- Bartholomäus Paszotta, 1900/01
- Emil Genniges, 1902–1906
- Paul Correns, 1907–1915

- Ferdynand Bieszk, 1920–0

Bekannte Lehrer
- Albert Wichert (1814–1868), Mathematik
- Joseph Bender (1815–1893), Historiker
- Stanisław Maroński (1825–1907), Lehrer 1855–1857 (Geschichte, Latein ?)
- Heinrich Konrad Stein (1831–1896)

Bekannte Schüler
- Hermann Bärwald (1828–1907), jüdischer Lehrer
- Florian Ceynowa (1817–1881), Schriftsteller
- Hermann Engler (1821–1896), Jurist
- Romuald Frydrychowicz (1850–1932), Priester
- Theodor Jankowski (1852–1919), Theologe
- Friedrich Wilhelm Landmesser (1810–1891), katholischer Geistlicher
- Woldemar Junker von Ober-Conreuth (1819–1898), Verwaltungsjurist
- Albert von Memerty (1814–1896), Generalleutnant
- Paul Panske (1863–1936), katholischer Geistlicher
- Ludwig Riediger (Ludwik Rydygier, 1850–1920), Chirurg und Universitätsrektor
- Johann Schweminski (1812–1878), Lehrer und Autor
- Anton von Wolszlegier (1843–1922), katholischer Geistlicher